# 埃弗罗德
埃弗罗德（德語：Everode，發音：[eːfəˈʁoːdə]）是德国下萨克森州希尔德斯海姆县曾经的一个市镇，面积6.1平方千米，2020年12月31日人口为489人。2016年11月1日，埃弗罗德与另外2个市镇并入市镇莱讷河畔弗雷登。